# Forgotten Heroes
I Forgotten Heroes (in lingua inglese: Eroi Dimenticati) sono un gruppo di personaggi dei fumetti DC Comics,  creati da Marv Wolfman e Gil Kane. Il gruppo è composto da supereroi che svanirono dalla ribalta. Debuttarono in Action Comics n. 545 (luglio 1983).

## Storia del gruppo

### Pre-Crisi
Nelle loro avventure originali precedenti a Crisi sulle Terre infinite, i Forgotten Heroes erano tutti supereroi che, ad un certo punto della carriera, scoprirono una misteriosa piramide dorata. Quando tentarono di riportare la scoperta, si ritrovarono censurati dal governo degli Stati Uniti. I membri del gruppo furono messi insieme da Immortal Man, che rivelò loro che la piramide è il frutto del lavoro del suo vecchio nemico Vandal Savage. Con l'aiuto di Superman, i Forgotten Heroes distrussero la piramide d'oro e salvarono la Terra.
In Crisi sulle Terre Infinite n. 10, Animal Man, Dolphin e Rip Hunter si allearono di nuovo, insieme ad Adam Strange, Capitan Comet e Atomic Knight, ma questo assemblaggio non fu mai dichiarato espressamente come Fogotten Heroes.
I Forgotten Heroes originali erano contrapposti da un gruppo di criminali, loro controparti, che si facevano chiamare Firgotten Villains. I membri dei Forgotten Villains includevano Atom-Master, Enchantress, Faceless Hunter, Kraklow, Mr. Poseidon, Ultivac, e Yggardis il Pianeta vivente.

### Post-Crisi
Una nuova versione dei Forgotten Heroes fu formata in Resurrection Man n. 24 (marzo 1999), quando alcuni dei membri originali scambiarono Mitch Shelley per la nuova reincarnazione di Immortal Man.

## Membri

### Formazione originale
- Immortal Man
- Animal Man
- Cave Carson
- Congo Bill
- Dane Dorrance
- Dolphin
- Rick Flag
- Rip Hunter

### Formazione attuale
- Resurrection Man
- Animal Man
- Cave Carson
- Ballistic
- Fetish
- Raggio
- Vigilante

## Breve bibliografia

### Pre-Crisi
- Action Comics n. 545;
- Crisi sulle Terre infinite n. da 10 a 12;
- DC Comics Presents n. 77 e n. 78;

### Post-Crisi
- Resurrection Man n. da 24 a 27;
- Superman: The Man of Steel n. 120;